# I・T・O (ガス器具製造)
I・T・O株式会社（アイティオー）は、大阪府東大阪市に本社を置くガス供給機器の開発製造及び販売を行う企業である。
1929年5月、大阪市生野区片江町に発動機部品製作を目的として伊藤製作工場を創業したのが始まりである。その後1953年より伊藤工機株式会社と改め、LPガス調整器・バルブの製造メーカーとして設計から製造及び販売を行う。設立60周年を機に2014年4月にＩ・Ｔ・Ｏ株式会社に社名変更した。
2014年10月現在、国内に2工場(大阪・滋賀)16事業所（東京・大阪・名古屋・広島・札幌・仙台・埼玉・神奈川・静岡・金沢・滋賀・岡山・高松・松山・博多・鹿児島）に展開。
ITOグループ会社として、国内に3企業{イトーテック株式会社、アイティオー・エフシステム株式会社、新和テック株式会社）がある。
日本国外に4か国（韓国、上海、ベトナム、イギリス）7事業所を開設している。